# جورج هارت
جورج هارت (13 يناير 1902 - 11 أبريل 1987) (بالإنجليزية: George Hart)‏ هو لاعب كريكت بريطاني (وحمل سابقاً جنسية المملكة المتحدة لبريطانيا العظمى وأيرلندا).

## وصلات خارجية
- جورج هارت على موقع إي آس بي آن كريك إنفو (الإنجليزية)